# استوره ونیاتیندن

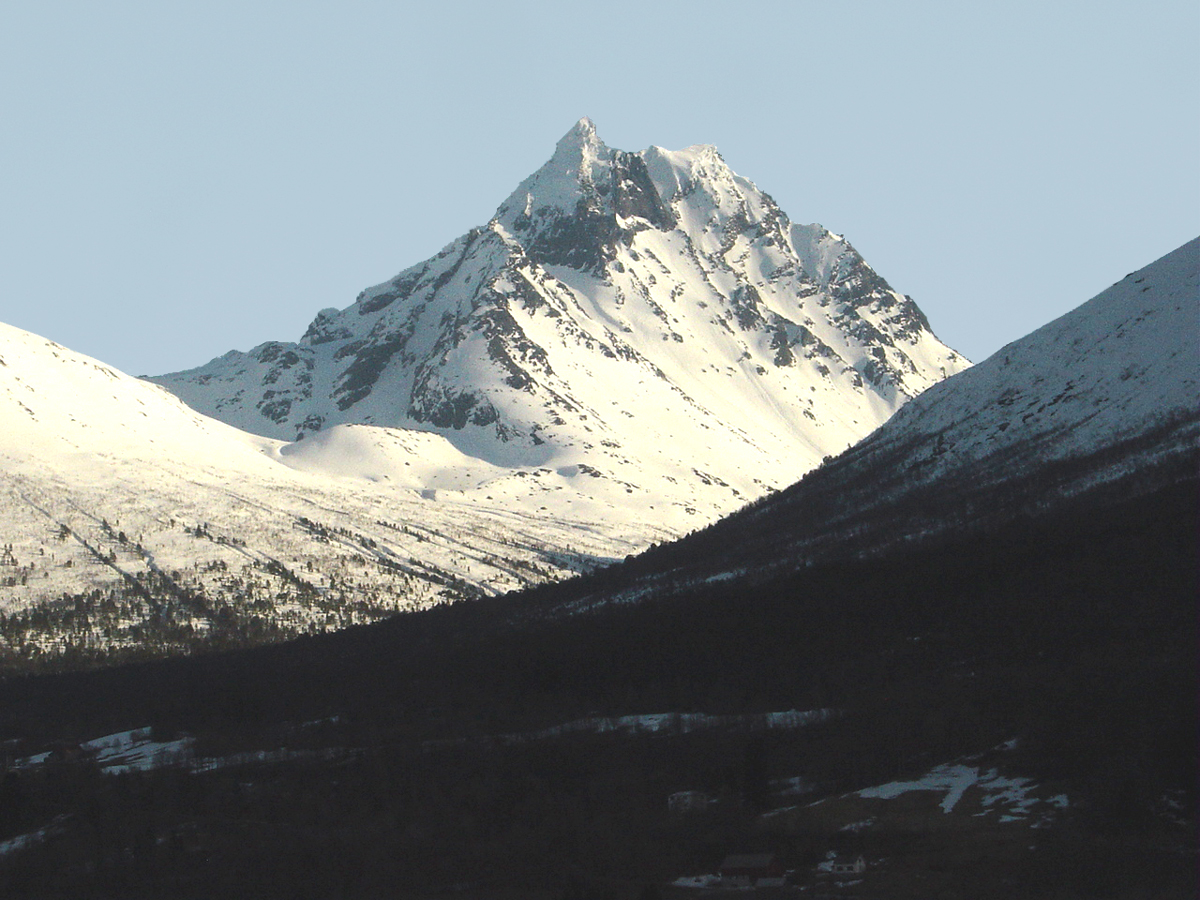
نمای کوه از روستای ایسفیورن

استوره ونیاتیندن (نروژی: Store Venjetinden) (یا استوره ونگتین (نروژی: Store Vengetind)) کوهی در شهرداری راوما در شهرستان موره او رومسدال نروژ است. کوه در حدود ۳ کیلومتر (۱٫۹ مایل) شمال شرقی کوه رومسدالسهورنه، حدود ۴ کیلومتر (۲٫۵ مایل) شرق رودخانه راوما و جاده ئی۱۳۶ اروپا، و حدود ۱۰ کیلومتر (۶٫۲ مایل) جنوب شرقی شهر اوندالسنس واقع شده‌است. این کوه بلندترین قله در رشته کوه رومسدالسالپانه است.
اولین صعود از طریق خط‌الراس شمال شرقی در سال ۱۸۸۱ توسط ویلیام سسیل سلینگزبی و یوهانس ویگدال انجام شد. اولین صعود از طریق خط‌الراس غربی در سال ۱۹۳۰ توسط اریک هین و کارل اوسهاوگ انجام شد.